# Arnold Pick

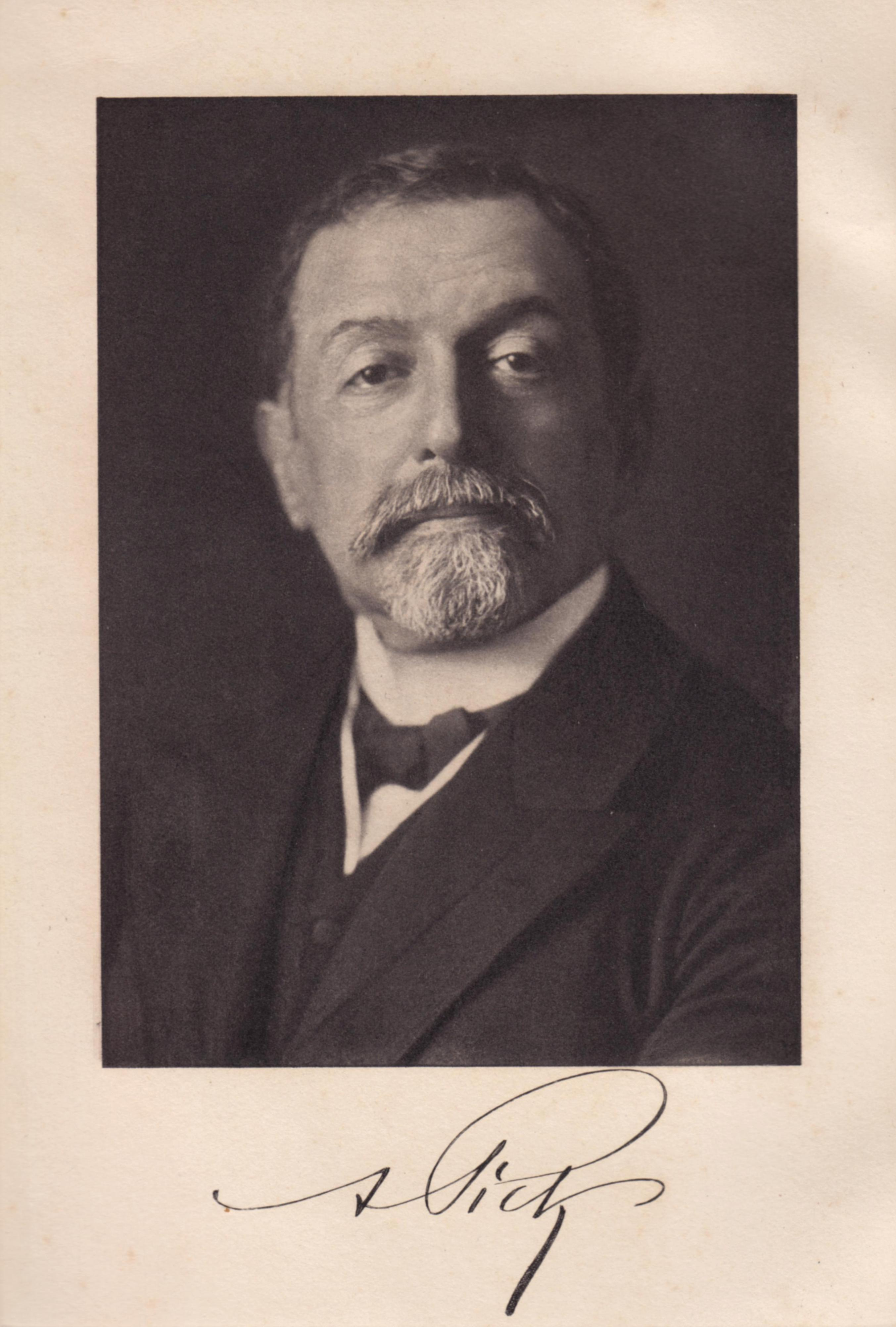
Arnold Pick

Arnold Pick (* 20. Juli 1851 in Groß Meseritsch, Mähren; † 4. April 1924 in Prag) war Psychiater und Neurologe und erfolgreicher Hochschullehrer für Ärzte seines Fachgebiets.

## Leben
Arnold Pick, der einer jüdisch-deutschen Familie aus Mähren entstammte, studierte Medizin an der Universität in Wien und war bereits als Student Assistent bei Theodor Meynert. 1875 erwarb er den Doktortitel der Medizin und wurde Assistent bei Carl Friedrich Otto Westphal in Berlin, wo auch Carl Wernicke tätig war. Diese beeinflussten Picks frühe Arbeiten über die Aphasie. 1875 ging er als Arzt an die Grossherzogliche Oldenburgische Irrenheilanstalt in Wehnen (heute: Karl-Jaspers-Klinik).
1877 wurde Pick an die Landesirrenanstalt in Prag II Katharinen („Katerinke“) berufen und wurde 1878 Dozent für Psychiatrie und Neurologie an der Karls-Universität Prag. 1880 wurde er Direktor der Landesirrenanstalt Dobrzan, 1886 Professor an der deutschen Karls-Universität Prag und Vorstand der psychiatrischen Klinik mit umfangreichen wissenschaftlichen Publikationen. 1887 erfolgte seine Aufnahme in die Leopoldina und er war Mitglied zahlreicher wissenschaftlicher Gesellschaften im In- und Ausland. Arnold Pick starb im Jahr 1924 an einer Septikämie im Anschluss an eine Gallenstein-Operation.

## Wissenschaftliche Leistung
Besondere Anerkennung fanden seine Entdeckung des Ursprungs der Fasern der Kleinhirnstrangbahn aus den Achsenzylindern der Ganglienzellen der Clark´schen Säulen, seine mikroskopischen  Studien des Zentralkanals und neue Methoden der pathologischen Histologie. Dazu unternahm Arnold Pick umfangreiche pathologische Untersuchungen an Patienten mit psychiatrischen Erkrankungen. Seine Publikationen über die corticale Lokalisation von Sprachstörungen erlangten internationale Anerkennung. Neben seinen etwa 350 Publikationen (siehe bei Publikationen) schrieb er ein Lehrbuch zur Pathologie des Nervensystems. Er arbeitete eng mit Otto Kahler, ebenfalls Ordinarius an der deutschen Karls-Universität Prag, zusammen. 1880 erkannten sie die Anordnung der Nervenfasern im Tractus spinothalamicus das sogenannte Kahler-Pick-Gesetz.
Arnold Pick beschrieb als erster Neurologe einen Subtyp der frontotemporalen Demenzen (FTD), eine degenerative Hirnerkrankung, die als Morbus Pick bezeichnet wurde. Die dabei auftretenden intraneuronalen Komplemente aus Antikörpern und Neurotubuli wurden als Picksche Körper bezeichnet, die auch bei psychisch gesunden Menschen auftreten können, und es gibt weitere frontotemporale Demenzen ohne sie. Der medizinhistorische Begriff Morbus Pick wird in Fachkreisen bei der Weiterbildung von Psychiatern und Neurologen daher nur eingeschränkt vermittelt.
1908 prägte Arnold Pick die Bezeichnung Autotopagnosie für die Unfähigkeit, bei erhaltener Oberflächensensibilität Hautreize am eigenen Körper richtig zu lokalisieren.

## Publikationen
- Beiträge zur Pathologie und pathologischen Anatomie des Centralnervensystems, mit Bemerkungen zur normalen Anatomie desselben. Karger, Berlin 1898.
- Studien zur Gehirnpathologie und Psychologie. Berlin 1908.
- Über das Sprachverständnis. Barth, Leipzig 1909.
- Die agrammatischen Sprachstörungen; Studien zur psychologischen Grundlegung der Aphasielehre. Springer, Berlin 1913.
- Ueber primäre chronische Demenz (so. Dementia praecox) im jugendlichen Alter. In: Prager medicinische Wochenschrift. 16, 1891, S. 312–315.
- etwa 350 kleinere Abhandlungen. Verzeichnis in Archiv für Psychiatrie und Nervenkrankheiten 72 (1925) 1 ff.
- Beiträge zu Albert Eulenburgs Real-Encyclopädie der gesammten Heilkunde. Erste Auflage.
  - Band 1 (1880) (Digitalisat), S. 578–585: Ataxie
  - Band 3 (1880) (Digitalisat), S. 294–299: Circuläres Irresein; S. 713–719: Degeneration, secundäre, des Rückenmarkes
  - Band 4 (1880) (Digitalisat), S. 297–298: Ecstase
  - Band 5 (1881) (Digitalisat), S. 7–15: Epileptische Geistesstörung
  - Band 6 (1881) (Digitalisat), S. 186–191: Hämatomyelie; S. 191–193: Hämatorrhachis; S. 239–242: Halbseitenläsion (des Rückenmarks)
  - Band 8 (1881) (Digitalisat), S. 704–708: Meningitis spinalis
  - Band 9 (1881) (Digitalisat), S. 340–354: Muskelatrophie; S. 365–388: Myelitis; S. 388–390: Myelomalacie
  - Band 10 (1882) (Digitalisat), S. 291–294: Pachymeningitis; S. 475–476: Perimeningitis
  - Band 11 (1882) (Digitalisat), S. 3–5: Poliomyelitis; S. 106–112: Pseudohypertrophie der Muskeln; S. 531–548: Rückenmark
  - Band 12 (1882) (Digitalisat), S. 462–468: Seitenstrangsclerose